# بیلی اونگر
بیلی اونگر (انگلیسی: William Brent "Billy" Unger؛ زادهٔ ۱۵ اکتبر ۱۹۹۵) یک هنرپیشه اهل ایالات متحده آمریکا است. او بیشتر برای بازی در نقش چیس در سریال‌های موش‌های آزمایشگاهی و موش‌های آزمایشگاهی: نیروی نخبگان شناخته می‌شود. وی از سال ۲۰۱۶، با نام ویلیام برنت شناخته می‌شود.

## فیلم‌شناسی

### سینمایی
| سال  | فیلم                                     | نقش             | یادداشت |
| ---- | ---------------------------------------- | --------------- | ------- |
| ۲۰۰۷ | گنجینه ملی: کتاب رمز                     | چارلز گیتس      |         |
| ۲۰۰۸ | سگ پلیس                                  | رابی نورث       |         |
| ۲۰۰۸ | کرانک: ولتاژ بالا                        | نوجوانی چو      |         |
| ۲۰۱۰ | جک و لوبیای سحرآمیز                      | شاهزداه چارمینگ |         |
| ۲۰۱۰ | دوباره تو                                | بن اولسون       |         |
| ۲۰۱۲ | مدالیون از دست رفته: ماجراهای بیلی استون | بیلی استون      |         |

### تلویزیونی
| سال       | مجموعه تلویزیونی                | نقش                | یادداشت |
| --------- | ------------------------------- | ------------------ | ------- |
| ۲۰۰۷      | کدبانوهای وامانده               | جرمی مک مولین      |         |
| ۲۰۰۸      | نابودگر: ماجراهای سارا کانر     | مارتین "مارتی" بدل |         |
| ۲۰۰۸      | متوسط                           | تدی کارمایکل       |         |
| ۲۰۰۸      | فامیلی گای                      | نقش‌های مختلف       |         |
| ۲۰۰۹      | ذهنی                            | کانور استیونز      |         |
| ۲۰۱۰      | نجواگر شبح                      | پیت مورفی          |         |
| ۲۰۱۲      | مدرسه نوابغ                     | تروی               |         |
| ۲۰۱۲-۲۰۱۵ | موش‌های آزمایشگاهی               | چیس داونپورت       |         |
| ۲۰۱۶      | موش‌های آزمایشگاهی: نیروی نخبگان | چیس داونپورت       |         |

### بازی‌های ویدئویی
| سال  | بازی ویدئویی         | نقش              | یادداشت            |
| ---- | -------------------- | ---------------- | ------------------ |
| ۲۰۱۱ | آنچارتد ۳: فریب دریک | جوانی ناتان دریک | صداپیشه و ضبط حرکت |

## جوایز
| سال  | فیلم - مجموعه تلویزیونی | جایزه                                     | نتیجه    |
| ---- | ----------------------- | ----------------------------------------- | -------- |
| ۲۰۰۹ | سگ پلیس                 | جایزه هنرمند جوان بهترین بازیگر           | پیروز    |
| ۲۰۰۹ | متوسط                   | جایزه هنرمند جوان بهترین بازیگر جوان      | نامزدشده |
| ۲۰۱۰ | ذهنی                    | جایزه هنرمند جوان بهترین بازیگر جوان      | پیروز    |
| ۲۰۱۱ | دوباره تو               | جایزه هنرمند جوان بهترین بازیگر فیلم بلند | پیروز    |
| ۲۰۱۱ | نجواگر شبح              | جایزه هنرمند جوان بازیگر جوان             | نامزدشده |